# Кубок Швейцарії з футболу 2002—2003
Кубок Швейцарії з футболу 2002–2003 — 78-й розіграш кубкового футбольного турніру у Швейцарії. Титул вдруге поспіль здобув Базель.

## Календар
| Раунд           | Дата                              | Матчі | Клуби     |
| --------------- | --------------------------------- | ----- | --------- |
| Перший раунд    | 9-14 серпня 2002                  | 68    | 207 → 139 |
| Другий раунд    | 22-25 серпня 2002                 | 58    | 139 → 81  |
| Третій раунд    | 6 вересня - 2 жовтня 2002         | 29    | 81 → 52   |
| Четвертий раунд | 9-23 жовтня 2002                  | 20    | 52 → 32   |
| 1/16 фіналу     | 9 листопада 2002 - 22 лютого 2003 | 16    | 32 → 16   |
| 1/8 фіналу      | 23 лютого - 4 березня 2003        | 8     | 16 → 8    |
| 1/4 фіналу      | 26-30 березня 2003                | 4     | 8 → 4     |
| 1/2 фіналу      | 15-16 квітня 2003                 | 2     | 4 → 2     |
| Фінал           | 11 травня 2003                    | 1     | 2 → 1     |

## 1/16 фіналу
| Команда 1              | Рахунок      | Команда 2     |
| ---------------------- | ------------ | ------------- |
| 9 листопада 2002       |              |               |
| Янг Бойз (U-21) (4)    | 0:2          | Делемон       |
| Цюрих (U-21) (3)       | 0:2          | Люцерн        |
| Базель (U-21) (3)      | 0:2          | Ксамакс       |
| Беллінцона (2)         | 1:6          | Грассгоппер   |
| 10 листопада 2002      |              |               |
| Грассгоппер (U-21) (3) | 2:3          | Крієнс (2)    |
| К'яссо (3)             | 1:3          | Лугано (2)    |
| Натерс (3)             | 3:1          | Мюнзінген (3) |
| Конкордія (Базель) (2) | 0:4          | Серветт       |
| Золотурн (3)           | 1:2          | Янг Бойз      |
| ФК Шаффгаузен (2)      | 2:1          | Цюрих         |
| Кур 97 (3)             | 0:2          | Санкт-Галлен  |
| Баден (2)              | 2:0          | Аарау         |
| Буокс (3)              | 0:0 пен. 1:3 | Віль          |
| Шенуа (3)              | 0:1          | Тун           |
| 4 грудня 2002          |              |               |
| Ла-Шо-де-Фон (3)       | 1:0          | Сьон (2)      |
| 22 лютого 2003         |              |               |
| Івердон Спорт (2)      | 0:3          | Базель        |

## 1/8 фіналу
| Команда 1         | Рахунок | Команда 2    |
| ----------------- | ------- | ------------ |
| 23 лютого 2003    |         |              |
| Янг Бойз          | 1:0     | Делемон      |
| Баден (2)         | 0:2     | Люцерн       |
| Ла-Шо-де-Фон (3)  | 0:2     | Ксамакс      |
| Лугано (2)        | 0:2     | Грассгоппер  |
| ФК Шаффгаузен (2) | 3:1 дч  | Тун          |
| Натерс (3)        | 0:4     | Санкт-Галлен |
| Крієнс (2)        | 1:2 дч  | Віль         |
| 4 березня 2003    |         |              |
| Базель            | 2:0     | Серветт      |

## 1/4 фіналу
| Команда 1         | Рахунок | Команда 2    |
| ----------------- | ------- | ------------ |
| 26 березня 2003   |         |              |
| Янг Бойз          | 3:4 дч  | Базель       |
| Віль              | 0:2     | Ксамакс      |
| Люцерн            | 1:2     | Грассгоппер  |
| 30 березня 2003   |         |              |
| ФК Шаффгаузен (2) | 1:0     | Санкт-Галлен |

## 1/2 фіналу
| Команда 1      | Рахунок      | Команда 2         |
| -------------- | ------------ | ----------------- |
| 15 квітня 2003 |              |                   |
| Базель         | 3:0          | ФК Шаффгаузен (2) |
| 16 квітня 2003 |              |                   |
| Ксамакс        | 2:2 пен. 9:8 | Грассгоппер       |

## Фінал
| 11 травня 2003 |

| Базель                                                            | 6:0      | Ксамакс |
| ----------------------------------------------------------------- | -------- | ------- |
| Гуггель 13' Хіменес 35', 43' М.Якін 65' Смилянич 77' Барберіс 83' | Протокол |         |

| Санкт-Якоб Парк, Базель Глядачів: 31 500 Арбітр: Рене Рогалья |